# Пјађине
Пјађине (итал. Piaggine) је насеље у Италији у округу Салерно, региону Кампанија.
Према процени из 2011. у насељу је живело 1298 становника. Насеље се налази на надморској висини од 625 м.

## Становништво
Према резултатима пописа становништва 2011. у општини је живело 1.447 становника.
| 1931. | 1936. | 1951. | 1961. | 1971. | 1981. | 1991. | 2001. | 2011. |
| ----- | ----- | ----- | ----- | ----- | ----- | ----- | ----- | ----- |
| 2.879 | 2.957 | 3.023 | 3.118 | 2.853 | 2.313 | 2.056 | 1.775 | 1.447 |

## Партнерски градови
- Sayalonga